# 원정초등학교
원정초등학교는 대한민국 경기도 평택시에 있는 공립 초등학교이다.

## 학교 연혁
- 1966. 03. 01 내기국민학교 원정분교장 개교
- 1967. 03. 05 원정국민학교 개교
- 1985. 03. 01 원정국민학교 병설 유치원 개원
- 1990. 03. 01 특수학급 개설
- 1996. 03. 01 원정초등학교로 명칭 개정
- 2004. 09. 01 본관 리모델링 환특 개선사업 완료
- 2004. 10. 01 서편 신관 증충
- 2006. 09. 01 도곡초 개교 분리 20학급 편성(특수1학급 포함) 병설유치원 1학급 편성
- 2013. 02. 01 운동장스탠드 캐노피 설치 완료
- 2018. 01. 11 제51회 졸업식(88명, 총3764명)
- 2018. 03. 01 21학급 편성(특수학급1, 유치원1 포함)
- 2018. 03. 01 제16대 노상범 교장 취임.

## 참고 자료
- 원정초등학교 - 한국교육학술정보원 학교알리미